# Muggel
Muggel (auch Muggle) bezeichnet eine Person, die in etwas nicht eingeweiht ist oder von etwas keine Kenntnis hat. Im Geocaching speziell bezeichnet Muggel oder Geomuggel einen Außenstehenden oder jemanden, der nicht mitspielt.

## Etymologie
Die Bezeichnung stammt aus der Kinder- und Jugendromanreihe Harry Potter von J. K. Rowling. Muggle, so die Schreibung im Englischen, ist nach Angaben der Autorin ein Diminutivum von mug für „Trottel“ oder „Dummkopf“. Muggle gehört wahrscheinlich zu den bekanntesten von der Autorin geprägten Lexemen überhaupt. In den meisten Buchübersetzungen wird das Wort unübersetzt gelassen und allerhöchstens an die jeweilige Aussprache und Orthographie leicht angepasst. So wird das Wort im Englischen [ˈmʌɡl̩], im Deutschen aber [ˈmʊɡl̩] ausgesprochen. Das Wort ist aber schon weitaus älter mit abweichender Bedeutung belegt. So stand muggle im 20. Jahrhundert im amerikanischen Englisch für Marihuana und im Mittelenglischen bezeichnete muggles wohl den Schwanz eines Tieres. In diesen Fällen ist die weitere Etymologie aber unklar.
Spätestens in den 2000ern fand das Wort Eingang in der Alltagssprache. 2003 wurde das Wort muggle im Oxford English Dictionary aufgenommen, was in Deutschland für Diskussionen sorgte, ob dieses Wort auch im Duden aufgenommen wird. Seit 2004 steht „Muggel“ im Online-Rechtschreibduden.

## Verwendung inHarry Potter
In der Romanreihe Harry Potter bezeichnet Muggel jemanden, der keine magischen Fähigkeiten besitzt. Eines der zentralen Themen der Romanreihe ist der Umgang von den Zauberern mit Muggeln. Von manchen werden Muggel als hilflos oder benachteiligt angesehen, manchmal auch bewundert. Im Harry-Potter-Universum legen viele Zauberer Wert auf die „Reinheit“ ihres Blutes. Manche „reinblütige“ Zauberer beschimpfen andere, die Muggel als Eltern haben, als Schlammblut. Sowohl der Protagonist Harry Potter als auch der Antagonist Voldemort sind „Halblüter“, haben also einen muggelstämmigen Elternteil. Sie unterscheiden sich im Umgang mit ihrer Herkunft: Während Harry Potter sich mit der muggelstämmigen Hermine und dem „Blutsverräter“ Ron befreundet, errichtet Voldemort eine Diktatur der Reinblüter. Mit dem harmlos wirkenden Wort Muggel verarbeitet die Autorin Themen wie Rassismus, Sozialdarwinismus und das Dritte Reich. Harry Potter wird als Jugendlicher von der Angst geplagt, aufgrund seiner Herkunft und seiner Fähigkeiten selbst zu einem Voldemort zu werden. Die zentrale Botschaft der Romane ist, dass es nicht die „Fähigkeiten“, sondern die Entscheidungen seien, „die zeigen, wer wir wirklich sind.“